# Sebastjan Podbregar
Sebastjan Podbregar, slovenski pevec resne glasbe tenorist, * ? Celje, Slovenija.

## Življenje
S petjem je pričel v zboru Škofijske klasične gimnazije v Ljubljani, s študijem solopetja pa na glasbeni šoli v Ljubljani pri Marcosu Bajuku in na Vrhniki pri Nadi Grozdanovi Panič, kasneje na Akademiji za glasbo v Zagrebu pri Snježani Bujanović Stanislav. Sedaj študij nadaljuje na Akademiji za glasbo v Ljubljani pri Matjažu Robavsu.
Kot solist se je predstavil tako doma kot v tujini in sodeloval s Slovenskim komornim zborom, orkestrom Slovenske filharmonije, katalonskim baročnim orkestrom, baročnim orkestrom iz Osla, orkestrom Camerata medicorum, pihalnim orkestrom slovenske vojske, pihalnim orkestrom slovenske policije in nekaterimi drugimi pihalnimi orkestri po Sloveniji ter na mnogih samostojnih koncertih. Pod taktirko Simona Carringtona je kot solist sodeloval na festivalu Europe Cantat v Barceloni. Na državnem tekmovanju mladih glasbenikov leta 2004 je prejel zlato plaketo. 
Udeležil se je tudi mnogih pevskih seminarjev pod vodstvom priznanih pevskih pedagogov, kot so Helena Lazarska, Richard Miller, Marvin McKenzee, Dunja Vejzović.
Sebastjan je debitiral v naslednjih operetnih in opernih vlogah:
| Skladatelj                   | Delo                  | Vloga                               |
| ---------------------------- | --------------------- | ----------------------------------- |
| Janko Gregorc                | Melodije srca         | Zvonko                              |
| Vasilij Aleksejevič Paškevič | Skopuh                | Milovid                             |
| Wolfgang Amadeus Mozart      | Figarova svatba       | Don Basilio                         |
| Risto Savin                  | Poslednja straža      | Peter                               |
| Tjaša Žalik                  | Namišljena resničnost | Filip                               |
| Giacomo Puccini              | Gianni Schicchi       | Rinuccio                            |
| Emmerich Kalman              | Grofica Marica        | grof Tassilo von Endrödy-Wittemburg |
| Gioacchino Rossini           | Ženitna pogodba       | Eduardo                             |
| Wolfgang Amadeus Mozart      | Gledališki direktor   | Philipp                             |

## Nagrade
- TEMSIG, tekmovanje mladih slovenskih glasbenikov - 2004 - Zlata plaketa - 2. nagrada
- The II international competition for voice and piano duos «Pianovoce», Moscow - februar 2014 - 3. nagrada

## Povezave
http://www.sebastjanpodbregar.com